# Båtsjaur

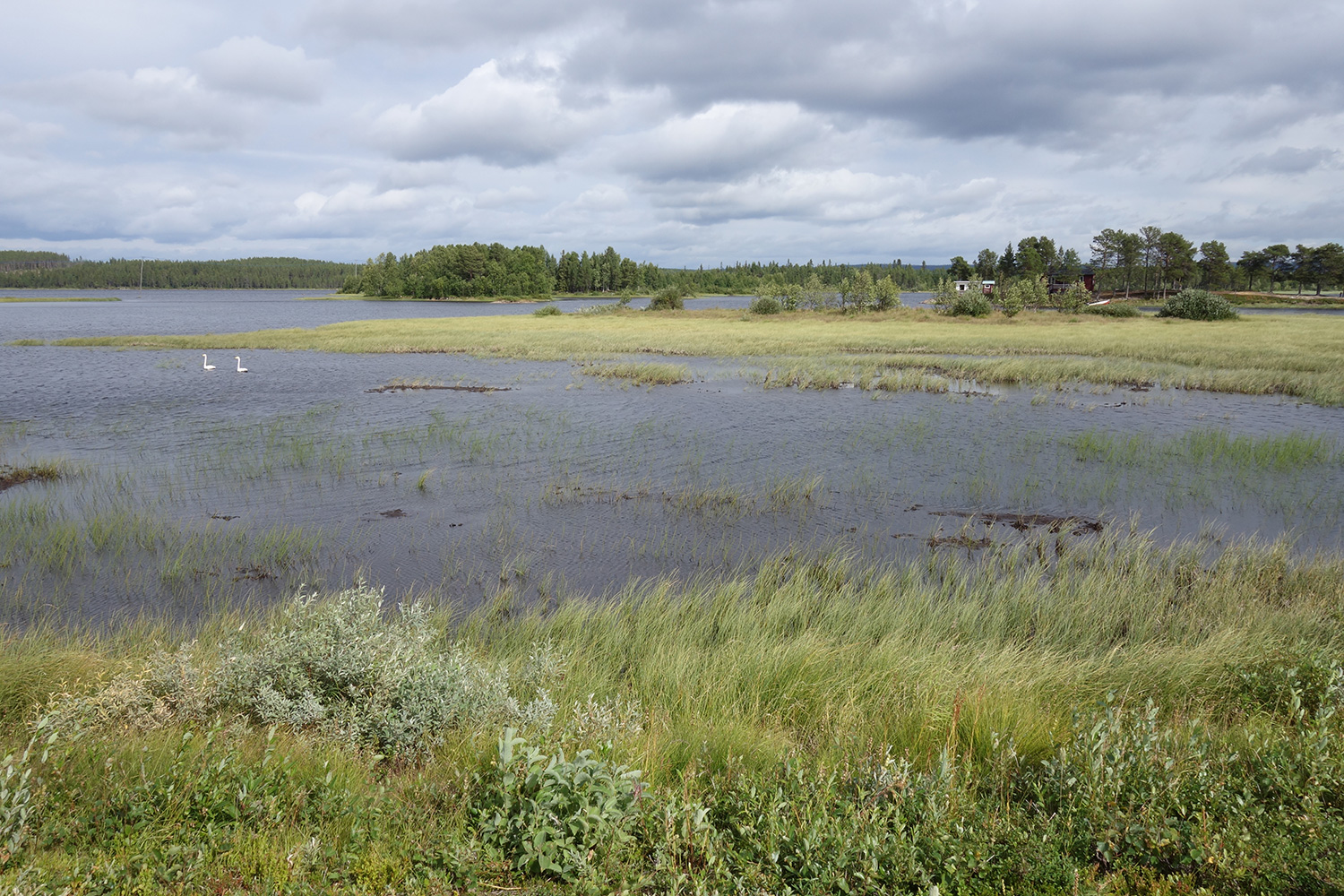
Ajsjávrre strax väster om Båtsjaurs by.

Båtsjaur (samiska: Båsjargŋa) är en by i Arjeplogs kommun i Norrbottens län. Den är belägen på ett näs mellan sjöarna Ajsjávrre och Hammarträsket.

## Etymologi
Båtsjaur är ursprungligen ett samiskt namn som betyder Rensjön. Det nuvarande samiska namnet Båsjargŋa innehåller efterledet -jargŋa, som betyder "större öppen vattenyta i en sjö".

## Historia

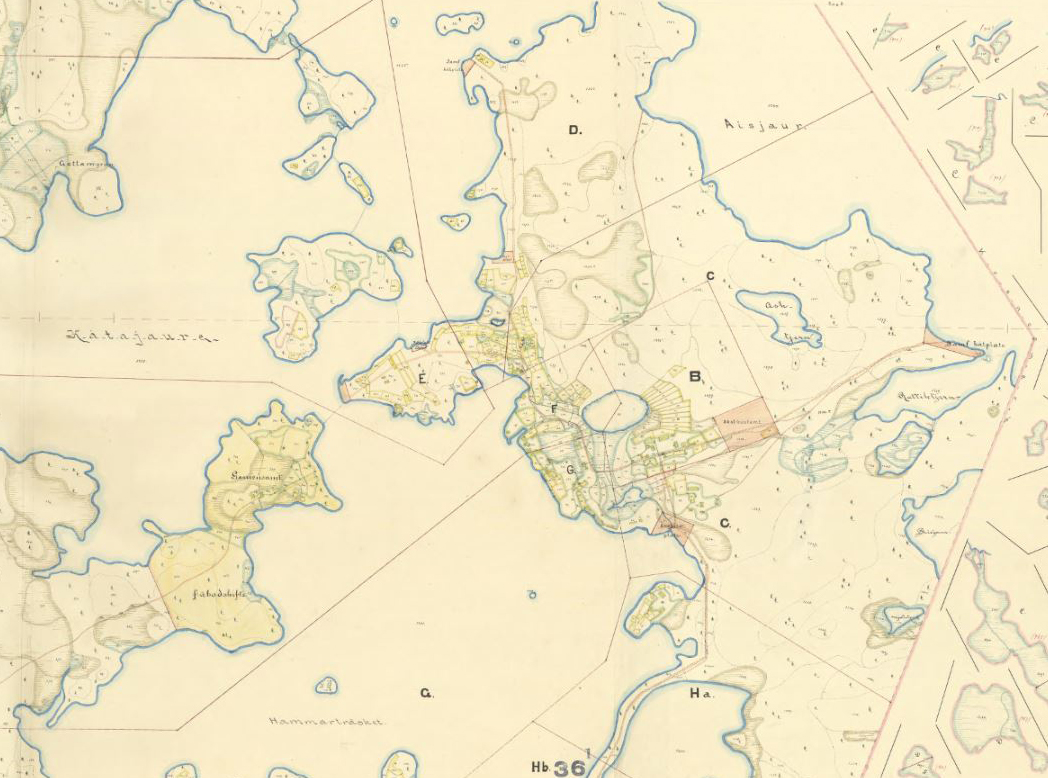
Utsnitt ur lagaskifteskartan för Båtsjaurs by 1895–96. På kartan ses sjöarna Ajsjávrre (Aisjaur) och Hammarträsket samt Kåtajaure, som inte längre återfinns på Lantmäteriets kartor.

Båtsjaur var det första nybygge i Arjeplogs socken som togs upp av svenskar (de äldsta nybyggena har samisk anknytning). De första som började odla jorden i Båtsjaur var klockaren Olof Laestander (1737–1797) och hans hustru Anna Mårtensdotter (1741–1814) som flyttade dit från Kasker omkring 1760. När syn förrättades vid nybygget 1774 fanns åker till ett tunnlands utsäde och ängsmarker som avkastade 52 vinterlass hö. När Nasafjälls silververks andra epok inleddes 1770 kom Båtsjaur att ligga längs transportleden till och från den nya hyttan i Adolfström. Från Adolfström gick transporterna till Laisvall med båt på Laisälven, från Laisvall till Båtsjaur på gång- och körväg och därifrån vidare med båt över Ajsjávrre, Uddjaur och Storavan. Olof Laestander skrev 1781 kontrakt med Nasafjällsbolaget om att uppföra förrådshus samt utföra skjutsningar och andra arbeten. År 1810 upphörde verksamheten i Nasafjäll och Adolfström och därmed också Båtsjaurs funktion som transportnav.
Det enda av Olof Laestanders och Anna Mårtensdotters barn som stannade i Båtsjaur var Gertrud Margareta som gifte sig med Matts Ersson från Stensund i Sorsele socken. Deras dotter Sofia gifte sig med Carl Wallström från Racksund och fick många ättlingar i byn. Olof Laestanders och Anna Mårtensdotters yngste son, David, grundade nybygget Laisvallby.
År 1912 fick Båtsjaur landsvägsförbindelse med Laisvall och 1941 med Arjeplog. Skola fanns i Båtsjaur 1865–1954. Antalet invånare i byn var som högst i början av 1950-talet med omkring 80 personer. Då fanns även 45 nötkreatur, nio hästar samt får och getter. Den sista kon lämnade byn 1987.